# Каменцев, Пётр Яковлевич
Каменцев, Пётр Яковлевич (1879 — после 1947) – известный мостостроитель, специалист в области строительных конструкций и восстановления сооружений, ученик Е.О. Патона. Доктор технических наук, профессор, создатель нескольких кафедр строительных конструкций в ряде ведущих технических вузов страны.

## Биография
Родился в 1879 году в бедной крестьянской семье, закончил реальное училище и Императорское Московское инженерное училище в 1901 году.
В 1905-1907 г., работая с профессорами Л.Д. Проскуряковым и Е.А. Патоном, принимал участие в проектировании и строительстве больших железнодорожных мостов (мосты через реку Зею и реку Амур возле Хабаровска, консольный мост Тюмень-Омской железной дороги, москворецкие мосты Окружной железной дороги и др.). В начале XX века, в связи с развитием железнодорожного транспорта и появлением тяжелых составов,
чрезвычайно актуальным стало решение проблемы расчётов строительных конструкций металлических мостов, которые на то время имели ограниченную несущую способность. С 1911 г. плотно работает над вопросом об усилении железных мостов, основные найденные исследователем решения были приведены им в фундаментальной работе "Вопрос об усилении железных мостов на VIII Международном железнодорожном конгрессе".
С приходом к власти большевиков в 1917 г. П.Я.Каменцев начал работать в Техническом управлении Народного комиссариата путей сообщения. В 1918 г. провёл ответственную работу по восстановлению железнодорожного моста через Волгу у Сызрани. Автор ряда проектов временных деревянных сооружений, в частности, проектов плавучих и спаячных подмостков для восстановления взорванных пролётов различных мостов через
р. Волгу, ставших образцами для аналогичных работ. С 1920 г. - ведущий инженер по мостам Народного комиссариата путей сообщения.
В 1921-1932 г. выступал консультантом при реконструкции башни В.Г. Шухова и обновлении перекрытий Большого театра.
Начал педагогическую деятельность в 1908 г., получил звание профессора в 1919 г. С 1903 г. – в Московском инженерном училище, где занимал должности преподавателя, адъюнкта и профессора. П.Я. Каменцев руководил кафедрой «Строительные конструкции» в 1921-1937 гг. в Московском институте инженеров транспорта. Организовал и заведовал в 1929-1935 гг. кафедрой конструкций Московского автодорожного института (МАДИ). В 1927-1930 гг. вёл курс металлических конструкций и мостов в Московской горной академии, а в 1930-1931 гг. заведовал кафедрой строительной механики в Московском институте стали и сплавов. С июня 1935 г. профессор П.Я. Каменцев – заведующий кафедры строительных конструкций и мостов в Московском институте инженеров коммунального хозяйства. В 1945-1947 гг. заведовал кафедрой «Деревянные конструкции»» Московского инженерно-строительного института имени В.В. Куйбышева. Воспитал плеяду учеников, среди которых технических наук и профессора М.М.Филоненко-Бородич, А.А. Гвоздев, С.С. Давыдов, С.А.Бернштейн, И.М. Митропольский, А.П. Еремин, П.П. Смиренков, А.И. Отрешко и др.
Неоднократно упоминается в мемуарах академика Е.О. Патона, как любимый ученик:
Над проектами двух шоссейных мостов через Зушу и проектом Петинского путепровода в Харькове вместе со мной работал мой ученик Петр Яковлевич Каменцев. Теперь он уже покинул стены училища и в содружестве с нашим общим учителем Проскуряковым создавал два арочных моста для Московской окружной железной дороги — Николаевский и Сергиевский. Я подумал, что пройдет ещё несколько лет, и Каменцев сам, наверное, станет профессором и, быть может, заменит меня на московской кафедре… Эти предположения со временем сбылись полностью, а через сорок четыре года я получил в подарок два тома научного труда профессора А. И. Отрешко «Строительные конструкции». Автор книги был учеником Каменцева и писал о том, что рад посильно продолжать большое дело, которым занимался ещё учитель его учителя.
Принимал непосредственное участие в разработке и совершенствовании норм и технических условий на проектирование деревянных, металлических, железобетонных и каменных конструкций. С его именем связано множество исследований инженерных конструкций, трудов по строительной механике. Под руководством П.Я. Каменцева разработаны все издания единых норм строительного проектирования с использованием деревянных конструкций.

## Избранные труды
- Каменцев П.Я. Вопрос об усилении железных мостов на VIII Международном железнодорожном конгрессе / П.Я. Каменцев. - Москва : типо-лит. т-ва "В. Чичерин", 1911.
- Каменцев П.Я. Новые мосты Берлина, Штеттина и Швейцарии / П.Я. Каменцев. - Москва : типо-лит. т-ва "Владимир Чичерин", 1912.
- Каменцев П.Я. Приспособления для осмотра, окраски и ремонта железных пролётных строений мостов / П.Я. Каменцев, инж. пут. сообщения, препод. Моск. ин-та инженеров путей сообщения. - Москва : т-во "Печатня С.П. Яковлева", 1914.
- Каменцев, Петр Яковлевич. Примеры расчёта деревянных мостов / Под ред. Е. О. Патона. - 4-е изд. - [Б. м.] : [б. и.], 1917.
- Каменцев П.Я. Таблицы моментов и поперечных сил для неразрезных балок [при узловой нагрузке] / Проф. П.Я.Каменцев; [Моск. ин-т инж. тр-та]. - М. : 6-я типо-лит. Транспечати НКПС, 1924.
- Каменцев П.Я., Дучинский Б.Н. Бесшарнирные арочные мосты : Расчёт по методу Штрасснера и данные для проектирования.. / Проф. П. Я. Каменцев, Б. Н. Дучинский. - Москва : Транспечать НКПС, 1928
- Каменцев П.Я. Программа по дисциплине "Конструкции" для специальности "Железнодорожное водоснабжение и канализация" / Проф. Каменцев; НКПС-СССР. Центр. отд. по подготовке кадров 1934-1935. - [Москва] : Б. и., [1934]
- Инженерные конструкции : [Сб. статей] : К 40-летию науч.-пед. деятельности П. Я. Каменцева / [Ред. канд. тех. наук, доц. И. Г. Иванов-Дятлов]; Моск. ин-т инженеров коммунал. строит-ва. - Москва ; Ленинград : Изд-во Наркомхоза РСФСР, 1941